# 光明寺 (熊野市五郷町)
光明寺（こうみょうじ）は、三重県熊野市にある曹洞宗の寺院。山号は宝寿山。

## 周辺
- 熊野石蔵美術館